# Dinge von denen
Dinge von denen ist ein Song der deutschen Punkrock-Band Die Ärzte. Er erschien am 24. November 2003 als zweite Single aus dem Album Geräusch. Er handelt davon, dass der Protagonist nichts von den Problemen und Krankheiten anderer Leute wissen möchte („Das sind Dinge, von denen ich gar nichts wissen will“).

## Musik und Text
Der Song wurde von Rodrigo González geschrieben, der Text stammt von Rodrigo González und Donna Blitz, einer Freundin von González, die ihn beim Texten unterstützte. Der Song ist revueartig gehalten und wird von Bläsern und Streichern begleitet. González singt auch den Song. An einer Stelle wird auf Marius Müller-Westernhagen und Kokainkonsum angespielt. („Was ziehst du dir da in deine Nase / Marius Müller-Osterhase...“)

## Veröffentlichung und Rezeption
Zur Veröffentlichung der Single löschte die Band Schlagzeuger Bela B. in einer Art selbstironischer Promotionsaktion in Anspielung auf die Trotzki-Verleugnung in der Sowjetunion kurzzeitig aus der Biografie, von allen Fotos, Songcredits und Covers. Auf der Single erschienen als B-Seite unter anderem die Songs Powerlove und Worum es geht.
Die Single erreichte in Deutschland Platz 14, in Österreich Platz 33 und in der Schweiz Platz 68 der Charts.

## Musikvideo
Das Musikvideo, das auf MTV und VIVA häufig gezeigt wurde, parodiert deutsche Fernsehshows der 1970er Jahre und wurde in Schwarz-Weiß und auf einem rekonstruierten Set der deutschen Gameshow Dalli Dalli  – mit den charakteristischen Waben – gedreht. Auch Hans Rosenthals Spruch „So, wir sind der Meinung, das war spitze“ und sein Sprung in die Luft mit dabei kurzzeitig eingefrorenem Bild werden gezeigt, wobei Martin Klempnow Rosenthals Rolle übernimmt. Während des Intros mit der Eurovisionshymne werden Shows wie die Beat-Club-Musikshow aus den 60er-Jahren mit einer Ankündigung des Moderators Wilhelm Wieben parodiert. In einer Sequenz zitiert das Video einen Auftritt von Drafi Deutscher mit dem Hit „Marmor, Stein und Eisen bricht“ in einer Fernsehshow von 1965. Dort beginnt der Song, indem Deutscher in eine Röhre schaut, dabei mit sparsamer Mimik singt und dann zu zwei weiteren Röhren wandert, während die Kamera mitfährt und ihn durch die drei Röhren aufnimmt. Rod macht es genauso, die Röhren sind allerdings sechseckig, so wie die Waben-Deko im Dalli-Dalli-Stil. Auch insgesamt wirkt Rod, als würde er den Stil von Drafi Deutscher aus diesem Fernsehauftritt zitieren.
Das Video existiert in zwei Versionen. Die erste wurde aufgrund der Aktion zur Veröffentlichung der Single zunächst nur mit Farin Urlaub und Rod gezeigt, auch das Schlagzeug war nicht besetzt. In der zweiten Version wurde in eingeschnittenen Szenen als vermeintliche Erklärung gezeigt, dass Bela B. den Auftritt vergessen habe.